# Collazos de Boedo (kommunhuvudort)
Collazos de Boedo är en kommunhuvudort i Spanien.   Den ligger i provinsen Provincia de Palencia och regionen Kastilien och Leon, i den norra delen av landet, 250 km norr om huvudstaden Madrid. Collazos de Boedo ligger 922 meter över havet och antalet invånare är 157.
Terrängen runt Collazos de Boedo är platt. Runt Collazos de Boedo är det mycket glesbefolkat, med 3 invånare per kvadratkilometer. Närmaste större samhälle är Herrera de Pisuerga, 12,8 km öster om Collazos de Boedo. Trakten runt Collazos de Boedo består i huvudsak av gräsmarker.